# Astragalus mironovii
Astragalus mironovii là một loài thực vật có hoa trong họ Đậu. Loài này được Pachom. & Rassulova miêu tả khoa học đầu tiên.